# Bombus miniatus
Bombus miniatus là một loài Hymenoptera trong họ Apidae. Loài này được Bingham mô tả khoa học năm 1897.